# Comuna Mitlînți, Haisîn
Mitlînți (în ucraineană Мітлинці) este o comună în raionul Haisîn, regiunea Vinnița, Ucraina, formată din satele Mitlînți (reședința) și Șura-Mitlînețka.

## Demografie
Componența lingvistică a satului Mitlînți
     Ucraineană (98,4%)
     Rusă (1,25%)
     Alte limbi (0,28%)
Conform recensământului din 2001, majoritatea populației satului Mitlînți era vorbitoare de ucraineană (98,4%), existând în minoritate și vorbitori de rusă (1,25%).